# 마테오 루게리
마테오 루제리(이탈리아어: Matteo Ruggeri, 2002년 7월 11일 ~ )는 이탈리아의 축구 선수이다. 그의 포지션은 왼쪽 풀백으로, 현재 라리가의 아틀레티코 마드리드에서 활약하고 있다.

## 클럽 경력

### 아탈란타
마테오 루제리는 이탈리아, 롬바르디아주 초뇨에서 자라 축구를 시작한 뒤 2011년, 아탈란타 유소년 팀에 합류했다. 2020년 11월 3일, 그는 5-0으로 패한 리버풀과의 UEFA 챔피언스리그 조별 리그 홈경기에서 81분에 교체 투입되며 아탈란타 소속으로 프로 데뷔전을 치렀다. 5일 후, 그는 1-1로 비긴 인테르나치오날레와의 홈경기에서 세리에 A 데뷔전을 치렀다.

#### 살레르니타나 (임대)
2021년 7월 27일, 루게리는 세리에 A로 새롭게 승격한 살레르니타나로 1년 임대되었다.